# 南ローカル・スーパーボイド
南ローカル・スーパーボイド（みなみローカル・スーパーボイド、英 Southern Local Supervoid）は、超空洞（ボイド）として知られている、銀河をほとんど含まない驚異的に大きい空虚な宇宙の領域の一つである。われわれの天の川銀河を含む局部超銀河団（Local supercluster ； おとめ座超銀河団の別名）の隣に位置している。
このボイドの中心は地球から96メガパーセク（約3.1億光年）離れており、最短径は112メガパーセク（約3.7億光年）である
。

## 参考資料
1. ↑  Einasto, M (1994-07-15), “The Structure of the Universe Traced by Rich Clusters of Galaxies”, en:Monthly Notices of the Royal Astronomical Society 269